# Postolin (Milicz)

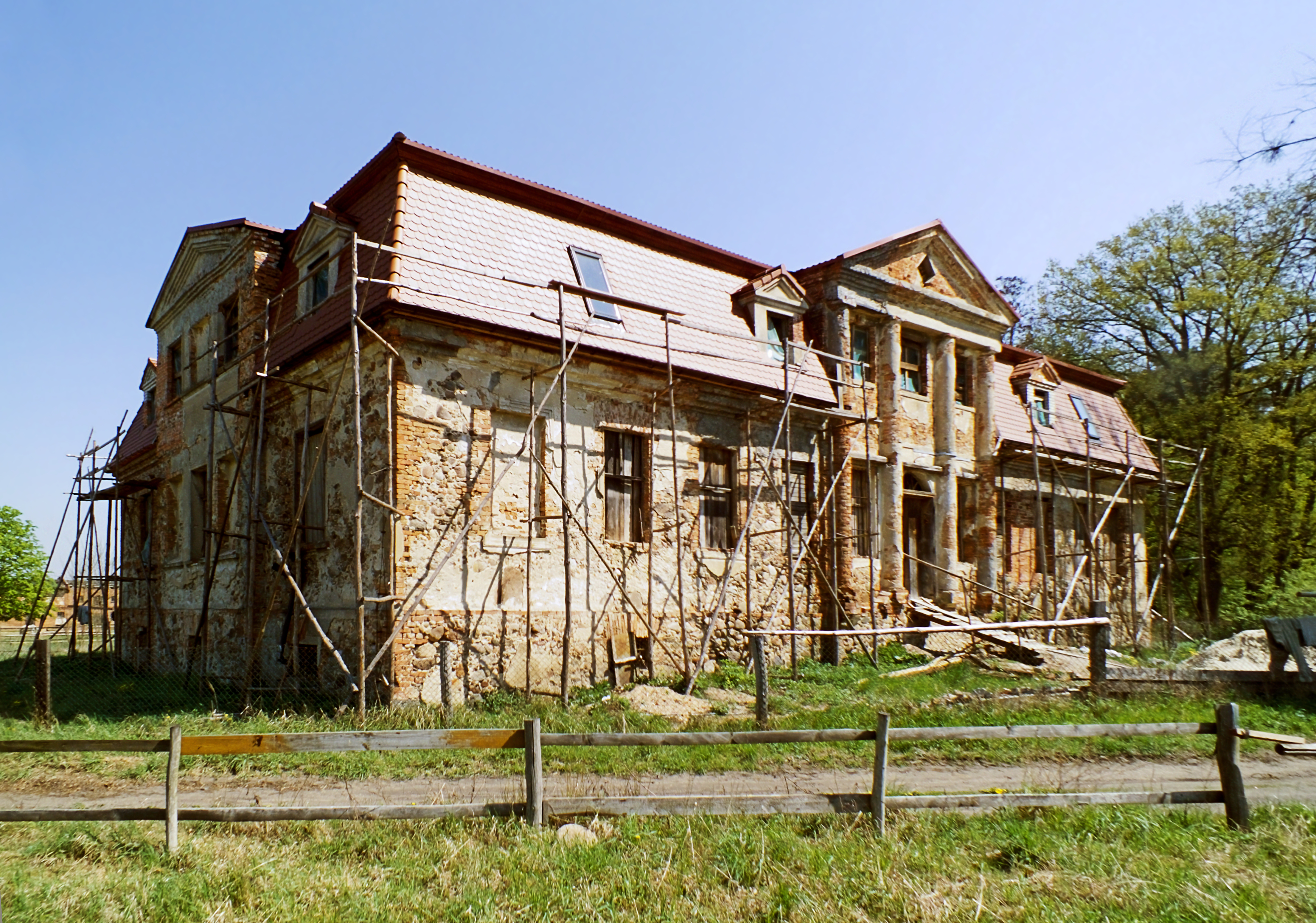
Schloss Postel

Postolin (deutsch Postel) ist ein Dorf in der Stadt- und Landgemeinde Milicz (Militsch) im Powiat Milicki (Kreis Militsch) in der Woiwodschaft Niederschlesien in Polen. Es liegt etwa sieben Kilometer südwestlich von Milicz und 43 Kilometer nördlich von Breslau.

## Geschichte
Erstmals 1364 erwähnt, war das Dorf bis zum 18. Jahrhundert Sitz der Familie Postolsky, die zeitweise auch Herren über Kraschnitz waren. Danach gehörte es den von Poser, denen die von Lossow folgten. Später erwarb Postel Rudolf von Salisch, bei dessen Nachkommen es bis 1945 verblieb. Als Folge des Zweiten Weltkrieges fiel Postel mit fast ganz Schlesien 1945 an Polen und wurde in Postolin umbenannt. Die deutschen Einwohner wurden, soweit sie nicht schon vorher geflohen waren, vertrieben. Die neu angesiedelten Bewohner waren zum Teil Vertriebene aus Ostpolen, das an die Sowjetunion gefallen war.

## Sehenswürdigkeiten
- Nahe Postel befindet sich das kleine Naturschutzgebiet „Johannahügel“ (polnisch Wzgórze Joanny) mit einem Aussichtsturm (Wieża Odyniec), der 1850 im Auftrag von Rudolf von Salisch errichtet wurde und weiten Blick über das Bartschtal bietet.
- Das heute ruinöse Schloss wurde 1806 im Stil des Klassizismus errichtet.